# Людовик I де Бурбон
Людовик I Хромой (Великий) (фр. Louis I le Boiteux (le Grand); 1279, Клермон-ан-Бовези — 22 января 1341, Париж) — сеньор де Бурбон 1310—1327, граф де Клермон-ан-Бовези 1310—1327, великий камерарий Франции с 1312, граф де Ла Марш с 1327, 1-й герцог де Бурбон и пэр Франции с 1327, сеньор де Божоле, граф де Л’Иль-Журден, виконт де Карла, де Мюра и де Шательро, сеньор де Шато-Шинон, французский принц и военачальник, старший сын Роберта Французского, графа де Клермон-ан-Бовези, и Беатрис Бургундской, дамы де Бурбон.

## Биография
Людовик рано начал участвовать в различных военных кампаниях своего времени, где проявил себя как способный военачальник.
Начало его военной карьере положило многолетнее противостояние между Францией и графством Фландрия. В 1297 году он принял участие во вторжении французской армии под командованием короля Филиппа IV во Фландрию, во время которого он участвовал в битве при Фурне и во взятии Касселя. В 1302 году он участвовал в сражениях при Куртре и Даме.
В 1300 году Людовик принял участие в новом французском походе во Фландрию. 11 июля французская армия под командованием Роберта II, графа Артуа была разгромлена фламандцами в битве при Куртре, причём сам Роберт и большой количество французских рыцарей погибло. Людовик командовал арьергардом армии и, благодаря своему хладнокровию, спас остатки французской армии.
В 1304 году французская армия отправилась в новый поход во Фландрию под командованием короля Филиппа. Людовик также отправился в этот походе, где сражался в битвах при Витри, Мон-ан-Певель и участвовал в осаде Лилля.
Позже Людовик дважды назначался главнокомандующим в планируемых крестовых походах, которые, однако, так и не состоялись.
После смерти матери в 1310 году Людовик унаследовал её владения — сеньорию Бурбон.
В 1312 году король Филипп IV назначил его великим камергером Франции.
После смерти отца в 1317 году Людовик окончательно получил графство Клермон-ан-Бовези.
В 1320 году купил у герцога Бургундии Эда права на титулы короля Фессалоник и князя Ахайи.
В 1324 году Людовик принял участие в походе в Гиень против англичан, где командовал армией при взятии Монсегюра, Ажана и Советтера.
В 1327 году король Франции Карл IV выменял у Людовика графство Клермон, взамен отдав графство Ла Марш и даровав титул герцога и пэра Франции. Однако в 1331 году новый король Франции Филипп VI Валуа вернул графство Людовику.
После начала Столетней войны в 1339 году Людовик командовал армией, захватившей Тюн л'Эвек, а в 1340 году смог защитить от англичан Турне.

## Брак и дети
Жена (с сентября 1310 года): Мария д’Авен (1280—1354), дочь Иоанна (Жана) II д’Авена, графа Голландии и Эно. Дети:
- Пьер I (1311—1356), герцог де Бурбон (с 1341)
- Жанна (1312—1402); муж (с 1324): Ги VII (1299—1358), граф де Форе
- Маргарита (1313—1362); 1-й муж (с 1320): Жан II де Сюлли (ум. 1343), сеньор де Сюлли; 2-й муж (с 1346): Ютин (ум. 1361), сеньор де Вермейль
- Мария (1315—1387); 1-й муж (с 1330): Ги де Лузиньян (ум. до 1343), князь Галилеи; 2-й муж (с 1347): Роберт Тарентский (1326—1364), князь Таренто
- Филиппа (1316 — после 1327)
- Жак (1318)
- Жак I (1319—1362), граф де Ла Марш (с 1341), граф де Понтьё (1351—1360)
- Беатрис (1320—1383); 1-й муж (с 1335): Иоанн (Ян) Слепой (1296—1346), король Чехии и граф Люксембурга; 2-й муж (с ок. 1347): Эд II де Грансей (ум. после 1380), сеньор де Грансей.

Также от связи с Жанной де Бурбон-Ланси у Людовика было 4 незаконнорождённых ребёнка:
- Жан (до 1297 — 1375), бастард де Бурбон, шевалье, сеньор де Рошефор, д’Эбрей, де Бесэ, де Геран, де Белленав, де Жанза, де Серран и де Бюр, советник герцогов Беррийского и Бурбонского, лейтенант в Форезе; 1-я жена: N; 2-я жена (с 1352): Лаура де Бордо; 3-я жена (с 1362): Аньес Шале
- дочь; муж (с 1317): Жерар де Шатильон-ан-Базуа
- Ги (до 1299—1349), сеньор де Клесси, да Ла Ферте-Шодерон, де Монпансье; 1-я жена: Аньес де Шастеллю; 2-я жена: Изабель де Шастельперрон
- Жанетта; муж (с 1310): Гишар де Шастеллю.